# G12
Governo dos 12 ou Visão G12 ou G12 é uma estratégia de evangelismo cristão estabelecida pelo Pastor César Castellanos, fundador da igreja Missão Carismática Internacional. O G12 tem como foco o cumprimento da Grande Comissão, instrução dada por Jesus Cristo para fazer discípulos de todas as nações.
Este movimento de igrejas em células não se restringe às igrejas neopentecostais, mas alcançaram igrejas como as Assembleias de Deus, as Igrejas do Evangelho Quadrangular, as Igrejas Batistas, as Igrejas do Nazareno, além de igrejas autônomas. O método pode ser utilizado por qualquer tipo de igreja evangélica em qualquer região do Brasil, com fiéis de qualquer classe social ou nível de instrução. Entretanto, algumas denominações não permitem que suas igrejas façam parte desses movimentos, como é o caso da Igreja Presbiteriana do Brasil.
Segundo os adeptos, o G12 busca a evangelização, ou seja, ganhar vidas para Deus, cumprindo com o mandamento do Senhor: Ide por todo mundo e pregai o evangelho a toda criatura, usando como estratégia as células, pequeno grupos de oração e estudo da Bíblia. Uma outra prática do G12 é a de trabalhar o discipulado nas células, fundamentado no versículo Portanto ide, fazei discípulos de todas as nações, batizando-os em nome do Pai, e do Filho, e do Espírito Santo - Mateus 28.19.

## Origem
O movimento G12 foi criado pelo pastor colombiano César Castellanos Domínguez, da Missão Carismática Internacional (MCI).
Castellanos iniciou seu movimento em 1983, inspirado no modelo de igreja em células do pastor sul-coreano David (Paul) Yonggi Cho da "Igreja do Evangelho Pleno". Com esse projeto deu-se início ao MCI. Castellanos afirma, então, ter recebido uma revelação profética diretamente de Deus, em 1991, em resposta à sua oração em prol do crescimento de sua igreja, devido o movimento inicial não ter obtido o êxito esperado.
Em seu livro "Sonhas e Ganharás o Mundo" Castellanos esclarece: "Em 1991, sentimos que se aproximava um maior crescimento, mas algo impedia que o mesmo ocorresse em todas as dimensões. Estando em um dos meus prolongados períodos de oração, pedindo a direção de Deus para algumas decisões, clamando por uma estratégia que ajudasse na frutificação das setenta células que tínhamos até então, recebi a extraordinária revelação do modelo dos doze. Deus me tirou o véu. Foi então que tive a clareza do modelo que agora revoluciona o mundo quanto ao conceito mais eficaz para a multiplicação da igreja: os doze. Nesta ocasião, ouvi o Senhor dizendo-me: vais reproduzir a visão que tenho te dado em doze homens, e estes devem fazê-lo em outros doze, e este, por sua vez, em outros doze.”.

## Sistemática
De acordo com a visão de Castellanos, a igreja deve ser subdividida em grupos. Esses grupos se reúnem nas casas, onde se realizam reuniões de estudo bíblico e oração, sob a coordenação de um líder. O objetivo da célula é o crescimento e a multiplicação. Assim que a célula atinge a meta de 24 membros é dividida em duas células de 12 membros, e assim por diante. Algumas igrejas utilizam outros números de membros para a multiplicação. Porém, a ideia é a mesma.
Segundo Catellanos: "...o princípio dos doze é um revolucionário modelo de liderança que consiste em que a cabeça de um ministério seleciona doze pessoas para reproduzir seu caráter e autoridade neles para desenvolver a visão da igreja, facilitando assim a multiplicação; essas doze pessoas selecionam a outras doze, e estas a outras doze, para fazer com elas o mesmo que o líder fez em suas vidas".
Dessa forma, a visão, como costuma ser chamado o G12, é tratada como uma estratégia para frutificação rápida e eficaz da igreja, através da qual o evangelismo é sistematizado. É muito comum que algumas igrejas, adeptas do G12, estabeleçam metas de crescimento de modo a incentivar a multiplicação das células.
Segundo seus idealizadores, o G12 possui quatro etapas principais:
- Ganhar: Ocorre quanto um novo membro é convidado e começa a participar das reuniões na célula e/ou na igreja e aceita Jesus em sua vida
- Consolidar: É o cuidado que se tem com o novo convertido. É nesta etapa que o novo convertido é convidado a participar do Encontro,retiro espiritual
- Discipular: Após o Encontro o participante é discipulado, etapa essa em que o líder o ajuda a moldar seu caráter ao caráter de Cristo
- Enviar: O novo líder está pronto para assumir uma célula.

Há porém outras versões para modelo de igrejas em células, mas no entanto NÃO possuem nenhum ligamento com o G12 do pastor Cesar Castellanos: M12 de Renê Terra Nova, o GG13 (Governo em Graça dos 13), de R. Coelho.

## Encontro
Os Encontros fazem parte da estratégia de consolidação. São retiros, normalmente de três dias, realizados com todos os que desejem participar. Para participar é necessário passar pelas reuniões de pré-encontro, onde os participantes recebem instruções sobre a visão e a estrutura da igreja em células. Após o retiro também são realizadas reuniões pós-Encontro.
De acordo com Castellanos: "É a primeira experiência de confrontação cara a cara com Deus, consigo mesmo e com as demais pessoas, que o motivará a refletir no seu viver diário e a projetar-se com paz e segurança em Jesus Cristo para o futuro. O encontro é uma experiência genuína com Jesus Cristo, com a Pessoa do Espírito Santo e com as Sagradas Escrituras, no qual, mediante conferências, seminários, vídeos e autoexame se leva o novo convertido ao arrependimento, libertação de ataduras e cura interior. O propósito é dar orientação clara, à luz das Sagradas Escrituras, ao recém convertido, sobre seu passado, presente e futuro com Jesus Cristo, mediante ministrações a nível pessoal e de grupo... Desta maneira, o novo crente é preparado para desenvolver uma relação íntima com o Senhor, facilitando-lhe o aprendizado da oração, leitura da Palavra e o conhecimento da visão..."
É comum, em alguns casos, antes do Encontro o participante já ter passado pelo batismo nas águas, mas geralmente isso acontece após o encontro, quando o participante já alcançou certo nível de consciência de arrependimento de pecado, requisito primordial para a realização do Batismo.
Nos encontros, a principal ferramenta de atuação é do Espírito Santo. As atividades variam a cada igreja, mas normalmente métodos de lembrar o indivíduo da Cruz, e outras técnicas são utilizadas, visando a transformação do caráter do indivíduo. Esta forma é tremendo, do método proposto pela Bíblia, onde a transformação acontece pela leitura da mesma.
Após o Encontro o membro da célula passa por um treinamento para se tornar líder. Esse curso dura de 3 a 9 meses e tem por objetivo formar o membro para conduzir as reuniões nas células.
Quando um líder tem várias células sob seus cuidados ele recebe outros títulos, como supervisor, "líder de equipe" ou coordenador.

## Críticas
O G12 tem gerado grandes discussões no meio evangélico brasileiro, devido à sua conotação neopentecostal. Bem recebido e implantado por algumas igrejas e totalmente rejeitado em outras.[carece de fontes?]
A principal crítica ao movimento é com relação às doutrinas que os opositores alegam estar 'embutidas' no G12. Muitas dessas doutrinas não são aceitas pelas denominações tradicionais e pentecostais clássicas, que imaginam que praticam atos tais como: batalha espiritual, quebra de maldições, cobertura espiritual, atos proféticos, cura interior, regressão, fato não confirmado pelas igrejas G12.
Há algumas críticas também pelos tradicionais, porque imaginam que no encontro a pessoa pode ter o seu "renascimento" para Cristo, a igreja tradicional não aceita o fato em que para ter um encontro com Deus seja preciso "cair no poder" e outros termos, tais como cair no chão, os tradicionais não acreditam nisso, e por isso à essa desavença, o G12 tem levado críticas no meio evangélico tradicional. Fatos que também devem ser confirmados pelo G12.